# Picross 3D
Picross 3D ist ein 2010 in Europa für den Nintendo DS erschienenes Logik- und Rätsel-Videospiel. Es ist der Nachfolger zu Picross DS und der fünfte Titel der Picross-Serie von Nintendo.

## Spielprinzip
Ziel des Spiels ist die Lösung von mehr als 350 dreidimensionalen, in mehrere Themenbereiche unterteilten Nonogrammen. Über Nintendo Wi-Fi Connection und anhand eines integrierten Editors kann der Spielumfang um weitere Rätsel erweitert werden.

## Rezeption
Picross 3D erhielt im Durchschnitt positive Bewertungen (Metacritic: 83 %). In Japan verkaufte sich das Spiel in den ersten drei Wochen 83.000 Mal (1. Woche: 38.000 Kopien, 2. Woche: 29.000, 3. Woche: 16.000). In der ersten Verkaufswoche belegte der Titel den dritten Platz der japanischen Verkaufscharts für Computerspiele.
Auszeichnungen:
- 4Players Awards
  - Nintendo-DS-Spiel des Jahres 2010
  - 3. Platz Geschicklichkeitsspiel des Jahres 2010